# Sartak
Sartak Chan (ur. ?, zm. 1256) – syn chana Batu, jego następca w Złotej Ordzie (Chanacie Kipczackim). 
Według Lwa Gumilowa po bitwie na Jeziorze Czudzkim (1242) Aleksander Newski przybył do Saraju i zbratał się z Sartakiem, stając się zarazem adoptowanym synem chana Batu. Dzięki temu Aleksander powrócił z kontyngentem Tatarów, których poprowadził przeciwko Niemcom. Otrzymał także jarłyk na Wielkie Księstwo Włodzimierskie jako wasal Chanatu Kipczackiego. 
Uważa się, że Sartaka nawrócono na chrześcijaństwo. Jego ojciec był szamanistą. Autorzy ormiańscy uważają, że Sartak mógł zostać nawrócony przez swoich ruskich wasali. 
Wiadomość o chrzcie Sartaka dotarła 29 sierpnia 1254 do papieża Innocentego IV.
Panowanie Sartaka było krótkie. Zmarł w 1256, prawdopodobnie otruty. Jego następcą krótko był Ułakczi, zanim schedę przejął jego stryj Berke. Nie jest pewne, czy Ułakczi był bratem czy synem Sartaka.
Córka Sartaka, Teodora, była żoną Gleba Wasylowicza, księcia rostowskiego i białoziorskiego. Ich potomkami byli Iwan IV Groźny oraz wiele rodzin rosyjskiej szlachty.